# Branchinecta mesovallensis
Branchinecta mesovallensis är en kräftdjursart som beskrevs av Denton Belk och Fugate 2000. Branchinecta mesovallensis ingår i släktet Branchinecta och familjen Branchinectidae. Inga underarter finns listade.